# Markus Günthardt
Pour les articles homonymes, voir Günthardt.
Markus Günthardt, né le 10 septembre 1957 à Zurich, est un ancien joueur professionnel de tennis suisse.

## Biographie
Markus Günthardt est le frère ainé de Heinz Günthardt, avec qui il a gagné ses trois tournois en double.
En 1980, il a remporté le tournoi Challenger de Shimizu en simple et celui de Porto Alegre et de Curitiba en double. Faute de résultats en simple (17 matchs ATP), il se spécialise sur le double dès 1981.
Il a représenté l'équipe de Suisse de Coupe Davis de 1980 à 1986. Il a joué 14 matchs de double dont 12 avec son frère (9 victoires) et un simple sans enjeu.

## Palmarès

### Titres en double messieurs
| No | Date       | Nom et lieu du tournoi | Catégorie | Dotation  | Surface      | Partenaire      | Finalistes                  | Score         |  |
| -- | ---------- | ---------------------- | --------- | --------- | ------------ | --------------- | --------------------------- | ------------- |  |
| 1  | 14-07-1980 | Swedish Open Båstad    |           | 75 000 $  | Terre (ext.) | Heinz Günthardt | John Feaver Peter McNamara  | 6-4, 6-4      |  |
| 2  | 06-07-1981 | Suisse Open Gstaad     |           | 125 000 $ | Terre (ext.) | Heinz Günthardt | David Carter Paul Kronk     | 6-4, 6-1      |  |
| 3  | 09-07-1984 | Suisse Open Gstaad     |           | 100 000 $ | Terre (ext.) | Heinz Günthardt | Givaldo Barbosa João Soares | 6-4, 3-6, 7-6 |  |

### Finales en double messieurs
| No | Date       | Nom et lieu du tournoi             | Catégorie | Dotation  | Surface      | Vainqueurs                       | Partenaire       | Score         |  |
| -- | ---------- | ---------------------------------- | --------- | --------- | ------------ | -------------------------------- | ---------------- | ------------- |  |
| 1  | 22-09-1980 | Martini Open Genève                |           | 75 000 $  | Terre (ext.) | Željko Franulović Balázs Taróczy | Heinz Günthardt  | 6-4, 4-6, 6-4 |  |
| 2  | 12-10-1981 | Swiss Indoor Championships Bâle    |           | 75 000 $  | Dur (int.)   | José Luis Clerc Ilie Năstase     | Pavel Složil     | 7-6, 6-7, 7-6 |  |
| 3  | 22-02-1982 | Egyptian Open Le Caire             |           | 75 000 $  | Terre (ext.) | Drew Gitlin Jim Gurfein          | Heinz Günthardt  | 6-4, 7-5      |  |
| 4  | 05-07-1982 | Suisse Open Gstaad                 |           | 100 000 $ | Terre (ext.) | Sandy Mayer Ferdi Taygan         | Heinz Günthardt  | 6-2, 6-3      |  |
| 5  | 25-04-1983 | Tournoi de tennis de Madrid Madrid |           | 250 000 $ | Terre (ext.) | Heinz Günthardt Pavel Složil     | Zoltán Kuhárszky | 6-3, 6-3      |  |

## Parcours dans les tournois duGrand Chelem

### En simple
| Année | Open d'Australie | Open d'Australie | Internationaux de France | Internationaux de France | Wimbledon | Wimbledon | US Open         | US Open |
| ----- | ---------------- | ---------------- | ------------------------ | ------------------------ | --------- | --------- | --------------- | ------- |
| 1981  | —                | —                | —                        | —                        | —         | —         | 1er tour (1/64) | B. Borg |

N.B. : à droite du résultat se trouve le nom de l'ultime adversaire.

### En double
| Année | Open d'Australie           | Open d'Australie      | Internationaux de France     | Internationaux de France | Wimbledon                    | Wimbledon             | US Open                      | US Open               |
| ----- | -------------------------- | --------------------- | ---------------------------- | ------------------------ | ---------------------------- | --------------------- | ---------------------------- | --------------------- |
| 1980  | —                          | —                     | 2e tour (1/16) L. Sanders    | F. González R. Lutz      | —                            | —                     | —                            | —                     |
| 1981  | 1/8 de finale H. Günthardt | C. Edwards E. Edwards | 1/4 de finale B. Sisson      | T. Moor E. Teltscher     | 1er tour (1/32) B. Sisson    | K. Curren S. Denton   | 1er tour (1/32) H. Simonsson | C. Mayotte T. Mayotte |
| 1982  | —                          | —                     | 1/8 de finale B. Sisson      | J. Feaver C. Motta       | 1/8 de finale B. Sisson      | M. Hocevar J. Soares  | —                            | —                     |
| 1983  | —                          | —                     | 1er tour (1/32) B. Sisson    | D. Tarr R. Venter        | —                            | —                     | —                            | —                     |
| 1984  | —                          | —                     | 1/8 de finale Z. Kuhárszky   | J. Arias E. Korita       | 1er tour (1/32) Z. Kuhárszky | C. Miller M. Mitchell | —                            | —                     |
| 1985  | —                          | —                     | 1er tour (1/32) Z. Kuhárszky | J. L. Clerc I. Năstase   | 1er tour (1/32) Z. Kuhárszky | V. Amritraj J. Lloyd  | —                            | —                     |

N.B. : à droite du résultat se trouve le nom de l'ultime adversaire.